# Chuck Russell
Chuck Russell (ur. 9 maja 1958 w Highland Park) – amerykański reżyser, producent filmowy i aktor.

## Filmografia

### Reżyser
- 2024: Witchboard
- 2022: Paradise City
- 2019: Dżungla (The Jungle)
- 2016: Jestem zemstą (I am Wrath)
- 2002: Król Skorpion (The Scorpion King)
- 2000: Próba sił (Bless the Child)
- 1996: Egzekutor (Eraser)
- 1994: Maska (The Mask)
- 1988: Plazma (The Blob)
- 1987: Koszmar z ulicy Wiązów 3: Wojownicy snów (A Nightmare on Elm Street 3: Dream Warriors)

### Aktor
- 2005: Świetlik (Junebug)
- 1988: Plazma (The Blob)
- 1976: Bobbie Jo and the Outlaw
- 1973: Death Shot

### Producent
- 1981: Piekielna noc (Hell Night)
- 1985: Dziewczyny chcą się bawić (Girls Just Want to Have Fun)
- 1986: Powrót do szkoły (Back to School)
- 2004: Zakładnik (Collateral)